# شبکه نمایش
شبکهٔ نمایش یکی از شبکه‌های تلویزیون دولتی کشور ایران است که توسط صدا و سیما جمهوری اسلامی ایران مدیریت می‌شود.
پخش برنامه‌های شبکه با فرمت HD و کدک HEVC نیز از گیرنده‌های زمینی و ماهواره‌ای از ۹ آذر ۱۳۹۹ آغاز شد.

## تاریخچه
پس از گسترش سیستم پخش دیجیتال در کشور تعداد شبکه‌های سراسری به تدریج افزایش یافت که در این راستا پس از افتتاح شبکهٔ مستند، شبکهٔ شما، شبکهٔ بازار و شبکهٔ نمایش در روز چهارشنبه ۵ بهمن ۱۳۹۰ با حضور رئیس‌جمهور وقت محمود احمدی‌نژاد، رئیس وقت سازمان صدا و سیما عزت‌الله ضرغامی و توسط همسر و فرزند شهید غلامرضا رهبر راه‌اندازی شد.
حسین کرمی که پیش از این قائم مقام معاون سیمای سازمان صداوسیما بود، نخستین مدیر این شبکه بود. و بعد از آن مدیریت این شبکه بر عهدهٔ محمد احسانی شد ، و هم اکنون مدیریت شبکه نمایش و تماشا بر عهده محمد علی غلامرضایی است. 
شبکهٔ نمایش سیما از آذر ماه سال ۱۳۹۳ به علت ادغام با شبکهٔ تماشا تا بهمن ماه سال ۱۳۹۵ موقتاً شبکهٔ فیلم و سریال نامگذاری شد، اما با «افتتاح مجدد شبکهٔ تماشا» پخش سریال از شبکهٔ نمایش متوقف گردید.